# Dick McGuire
Richard Joseph "Dick" McGuire (Huntington, 26 de janeiro de 1926 – Long Island, 3 de fevereiro de 2010) foi um jogador e ex-treinador de basquete estadunidense.
Um dos melhores defensores da década de 1950, McGuire disputou onze temporadas na National Basketball Association (NBA), entre 1949 e 1960, tendo sido oito com o New York Knicks e três com o Detroit Pistons. Foi All-Star em sete oportunidades: 1951,'52, '54-'56, '58, '59.
McGuire tornou-se técnico-jogador em sua última temporada pelo Pistons (1959-60) e treinou a equipe até 1963. Treinou o Knicks também por três temporadas, de 1965 até 1968. Obteve uma sequência de 197-260.